# Agrilus neoprosopidus
Agrilus neoprosopidus é uma espécie de inseto do género Agrilus, família Buprestidae, ordem Coleoptera.
Foi descrita cientificamente por Knull, em 1938.